# Colindul lui Mickey
Colindul lui Mickey (în engleză Mickey's Christmas Carol) este un film american de scurtmetraj de animație de Crăciun din 1983. A fost regizat și co-scris de Burny Mattinson. Scenariul este bazat pe Colind de Crăciun de Charles Dickens. A fost nominalizat la Premiul Oscar pentru cel mai bun scurtmetraj de animație, dar premiul a fost câștigat de Sundae in New York (r. Jimmy Picker). A fost prima nominalizare a unui scurtmetraj cu Mickey Mouse după Mickey și foca (Mickey and the Seal, 1948).
Colindul lui Mickey a fost produs de Walt Disney Pictures și lansat de Buena Vista Distribution la 16 decembrie 1983, odată cu reeditarea muzicalului Micii salvatori (The Rescuers, 1977). În Statele Unite, a fost difuzat pentru prima dată la televizor pe NBC, la  10 decembrie 1984.